# Іваненко Тетяна Василівна
Тетяна Василівна Іваненко (рос. Татьяна Васильевна Иваненко; нар. 31 грудня 1941, Москва, СРСР — пом. 5 лютого 2021, Москва, Росія) — радянська актриса, артистка Театру драми й комедії на Таганці з 1966 до кінця 1990-их років.
В історії мистецтва залишилася також як любовна прихильність й адресат декількох пісень Володимира Висоцького; за поширеною серед сучасників в театральних і кінематографічних колах версії — мати його єдиної дочки Анастасії.

## Життєпис
Тетяна Іваненко народилася 31 грудня 1941 року в Москві, в родині військовослужбовця. Вступила до Театрального училища ім. Б. Щукіна, де провчилася рік, після чого перевелася на акторський факультет ВДІКу, який закінчила в 1966 році (майстерня народного артиста СРСР Бориса Бабочкіна). У 1966 році була прийнята в трупу Театру драми й комедії на Таганці, де й пройшло все її творче життя. За кілька десятиліть зіграла безліч ролей.
Грала в спектаклях Театру на Таганці
- 2-га придворна дама в спектаклі «Життя Галілея» по Б. Брехта (постановка Ю. П. Любімова)
- Плакальниця в спектаклі «Пугачов» за С. А. Єсеніна (постановка Ю. П. Любімова, режисер В. Раєвський)
- Божена в спектаклі «Час пік» за п'єсою Е. Ставинського (постановка Ю. П. Любімова, режисер А. Г. Буров)
- Роль у виставі «Це не повинно повторитися» (постановка номера В. С. Спесівцева);
- Роль у виставі «Полеглі й живі». Д. Самойлов, Б. Грибанов, Ю. Любімов (постановка Ю. П. Любімова, режисер П. Н. Фоменко)
- Актриса в спектаклі «Гамлет» за В. Шекспіром (постановка Ю. П. Любімова)
- Учасниця спектаклю «Послухайте!» В. В. Маяковський (постановка Ю. П. Любімова)
- Роль у виставі «Вічний вогонь»;
- Шансонетка в спектаклі «Жіночий батальйон»;
- Черниця в спектаклі «Геть сором»;
- Роль у виставі «Десять днів, які потрясли світ» Д. Рід (режисер Ю. П. Любімов, асистент режисера Ю. Г. Добронравов)
- Женя Комелькова в спектаклі «А зорі тут тихі ...» за Б. Л. Васильєвим (постановка Ю. П. Любимова, режисер Б. Глаголін)
- Алька «Дерев'яні коні» (Пелагея) по Ф. Абрамову (постановка Ю. П. Любімова)
- Низа в спектаклі «Майстер і Маргарита» за М. А. Булгаковим (постановка Ю. П. Любімова, режисер А. М. Вількін)
- Молода жінка, актриса, подруга будинку в спектаклі «Майстер і Маргарита» за М. А. Булгаковим (постановка Ю. П. Любімова, режисер А. М. Вількін)
- Дуня в спектаклі «Злочин і кара» за Ф. М. Достоєвським (постановка Ю. П. Любімова, режисер Ю. Н. Погребничко)

Знялася в фільмах
- 1965 — Час, вперед! (епізод)
- 1968 — Служили два товариша (епізод)
- 1969 — Увага, цунамі! — Ірина
- 1970 — Попереду день — Галя

Озвучила мультфільми
- 1985 — Лебедина пір'їнка
- 1987 — КОАПП
- 1993 — Прекрасна Маргарет і Черрі Флей

Померла Тетяна Іваненко 5 лютого 2021 року в Москві на 80-му році життя. Відспівування пройшло в храмі на Хованському кладовищі. Тіло кремовано в Хованському крематорії. Прах поховають на Даниловському кладовищі в Москві.

## Стосунки з Володимиром Висоцьким
Роман з партнером по сцені, актором Театру на Таганці Володимиром Висоцьким розпочався у Тетяни, вочевидь, у 1966 році й тривав до середини 1970-х років, хоча разом вони ніколи не жили. Іваненко та Висоцький часто їздили разом в кіноекспедиції й на гастролі. Висоцький присвятив подрузі щонайменше дві пісні, включаючи «Пісню про двох красивих автомобілів». 26 вересня 1972 року у Тетяни народилася дочка Анастасія — за широко поширеною серед сучасників в театральних і кінематографічних колах версії батьком дитини був Висоцький. Сам Володимир Семенович офіційно цього не визнавав, але й спростувань не робив. Прізвище доньки Тетяна дала свою, її повне ім'я Анастасія Володимирівна Іваненко.

## Особисте життя
У студентські роки була одружена з акробатом на ім'я Віктор, розлучилася з ним заради Висоцького. Надалі в шлюб не вступала.
Станом на 2015 рік Тетяна Іваненко жила в невеликій квартирі в московському районі Коньково. Про важливі події свого життя зберігала мовчання, від спілкування з пресою завжди відмовлялася, зі спогадами не виступала. Дочка Анастасія закінчила факультет журналістики МДУ, працювала на телеканалі «Культура». Внучка Аріна (нар. 18 лютого 1999).